# Boris Nemțov
Boris Efimovici Nemțov (în rusă: Борис Ефимович Немцóв, n. 9 octombrie 1959, Soci – d. 27 februarie 2015, Moscova) a fost un politician din Rusia, fondator al mișcării politice „Solidarnosti”, copreședinte al Partidului Republican din Rusia de orientare liberală, membru al Comitetului de coordonare a opoziției politice din Rusia, deputat al Dumei regionale din Iaroslavl.
În anii 1990, Boris Nemțov a fost unul dintre apropiații președintelui Boris Elțin, fiind unul dintre arhitecții reformelor de piață din Rusia. Elțin l-a avut în vedere pentru succesiunea la funcția de președinte al Federației Ruse, însă în cele din urmă s-a hotărât pentru Vladimir Putin. Nemțov a salutat inițial numirea lui Putin, pentru a deveni ulterior un opozant important al președintelui.
A fost un critic al intervenției Rusiei în Ucraina și al anexării Crimeii. Într-o atmosferă ostilă, întreținută printre alții și de televiziunea publică rusă, Nemțov a fost asasinat pe 27 februarie 2015, la mică distanță de Kremlin, în timp ce făcea pregătiri pentru un marș anti-guvernamental.

## Biografie

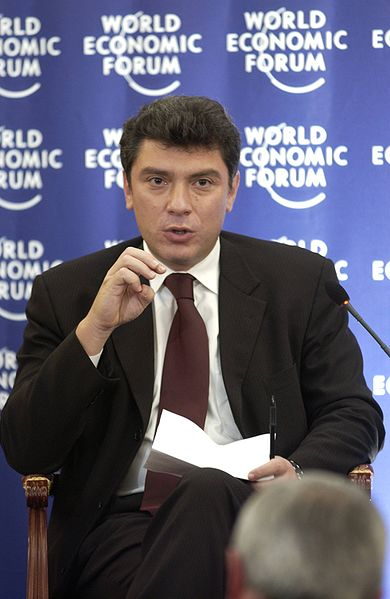
Boris Efimovici Nemțov la reuniunea Forumului Economic Mondial de la Moscova, 2 octombrie 2003.

Nemțov a fost doctor în științe fizico-matematice, specialist în fizica plasmei. La sfârșitul anilor '80 a susținut mișcarea regională condusă de A.D. Saharov. A fost ales deputat al Congresului deputaților poporului din Federația Rusă. Ulterior a fost deputat al Parlamentului rus (Duma de stat), primul guvernator al orașului Nijnii Novgorod. 
În anul 1997 a fost ministru al combustibililor din Federația Rusă, ulterior prim-vicepreședinte al Guvernului Federației Ruse, membru al Consiliului Securității din Federația Rusă (1997-1998). Din anul 2003 a fost consilier netitular al președintelui Ucrainei Victor Iușcenko. 

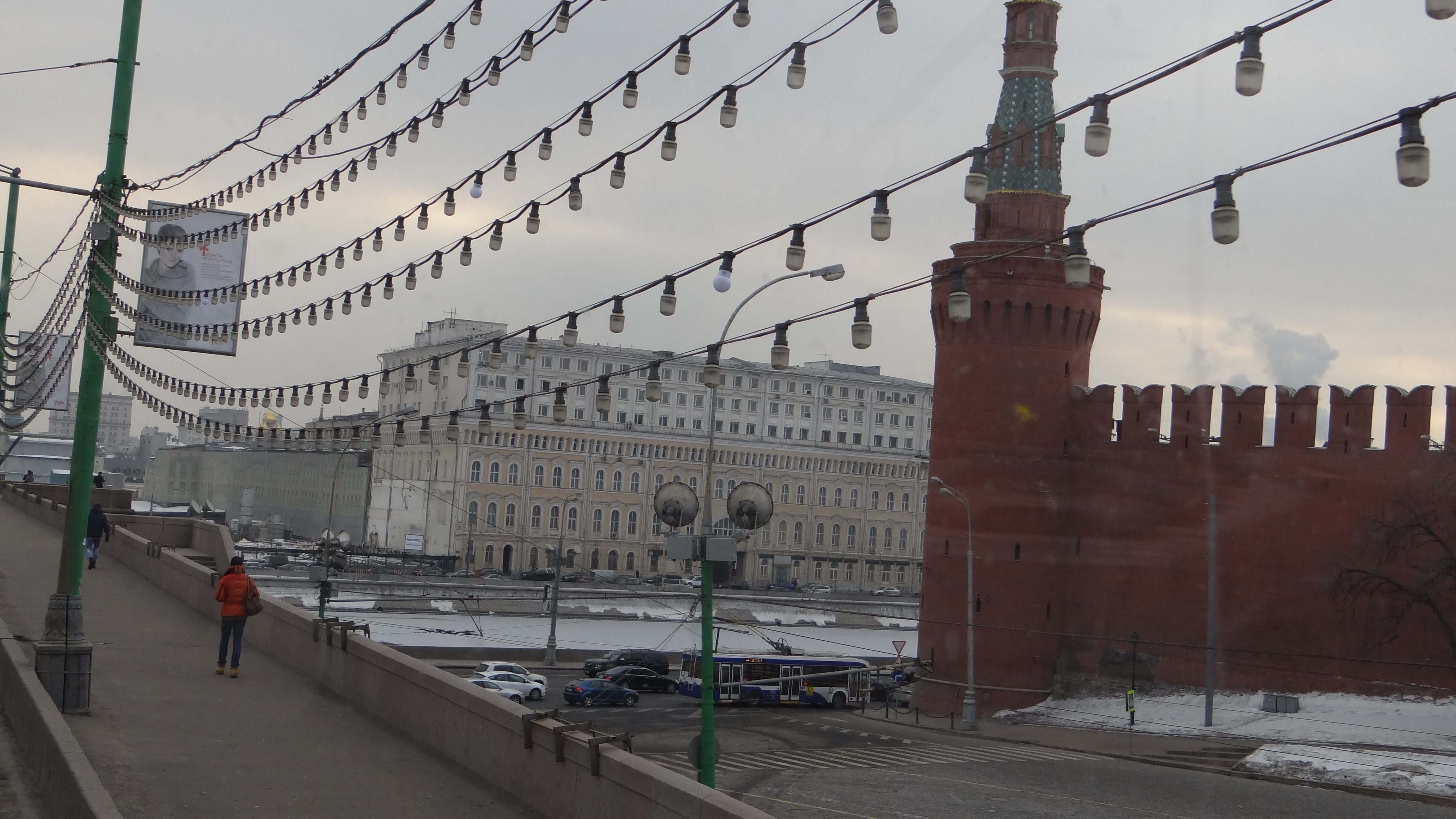
Locul unde a fost omorât Boris Nemțov

Pe 27 februarie 2015, la ora 23:31 (GMT+3, ora locală), mergând împreună cu fotomodelul ucrainean Anna Durițkaia pe podul Bolșoi Moskvorețkii, la mai puțin de 200 m de Kremlin, Boris Nemțov a fost împușcat de patru ori în spate cu un pistol Makarov⁠(en)[traduceți].
Uciderea sa a avut loc cu câteva zile înainte ca el să ia parte la un marș de protest contra implicării Rusiei în Războiul din Donbas și a crizei financiare din 2014–15 din Rusia.
Pe 10 februarie 2015, cu mai puțin de trei săptămâni înainte de asasinat, Nemțov a spus că îi este frică că va fi ucis de Putin.

## Activitate politică
În anul 1998 a creat mișcarea liberală „Rossia molodaia”, care a făcut parte din coaliția „Cauza dreaptă” (Pravoe delo) și a partidului „Uniunea forțelor de dreapta". Ulterior, când colegii de partid au hotărât să adere la proiectul inspirat de Kremlin Mișcarea de dreapta, a părăsit această mișcare, întemeind mișcarea politică „Solidarnosti” în anul 2008. În anul 2009 a ocupat locul doi la alegerile primarului orașului Soci, fiind întrecut de candidatul puterii.
În anul 2012 partidul său a aderat la mișcarea „Pentru Rusia fără corupție”. Din 2012 este copreședinte al Partidului Republican din Rusia de orientare liberală (RPR-PARNAS). La alegerile regionale din 8 septembrie 2013 este ales deputat al Dumei regionale din Iaroslavl.
Nemțov era cunoscut ca unul dintre cei mai vehemenți critici ai regimului Putin, în special vizând corupția funcționarilor de stat, și al colegilor de partid al liderului rus. Este unul dintre organizatorii marșurilor de protest din Rusia „Marșul celor în dezacord” (2007), „Strategia-31”, a manifestărilor de protest „Pentru alegeri oneste” (2011-2013)

## Publicații
Nemțov este autorul a peste 40 de publicații în domeniul fizicii plasmei precum și a 9 cărți, vizând diferite aspecte ale vieții politice și economice din Rusia.